# Miguelaton

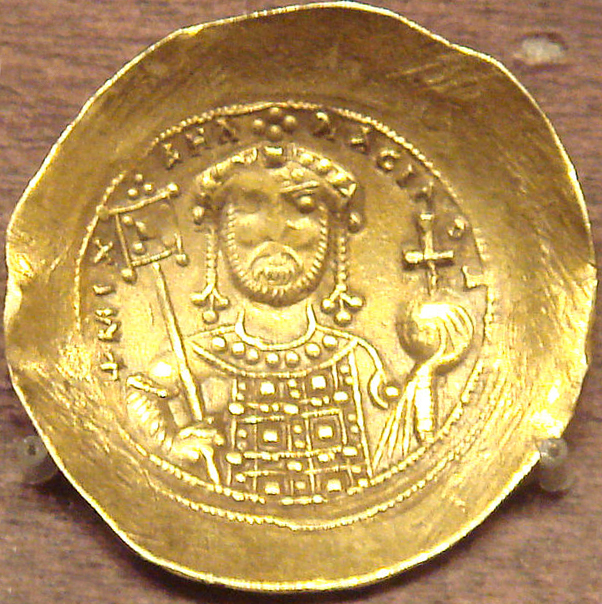
miguelaton (histamenon) de Miguel VII.

El miguelaton (griego: νόμισμα μιχαηλᾶτον, "moneda de Miguel"), en latín michaelatus, era el nombre coloquial que recibían las monedas bizantinas de oro (nomismata) acuñadas por cualquier emperador llamado Miguel.
En un sentido más técnico, se refiere a las histamenas de oro emitidas por el emperador Miguel IV el Paflagonio (r. 1034-1041) y, en las fuentes de finales del siglo XI y del XII, por las del emperador Miguel VII Ducas (r. 1071-1078), cuya acuñación de oro fue la última que conservó una cantidad razonablemente alta de oro (16 quilates) antes de la devastación masiva que siguió bajo sus sucesores. Su uso estaba muy extendido en Italia, especialmente en el sur, ya que era prácticamente igual al popular tarì siciliano.